# Hamadryas fornax
Hamadryas fornax är en fjärilsart som beskrevs av Jacob Hübner 1816-1824. Hamadryas fornax ingår i släktet Hamadryas och familjen praktfjärilar. Inga underarter finns listade i Catalogue of Life.

## Bildgalleri

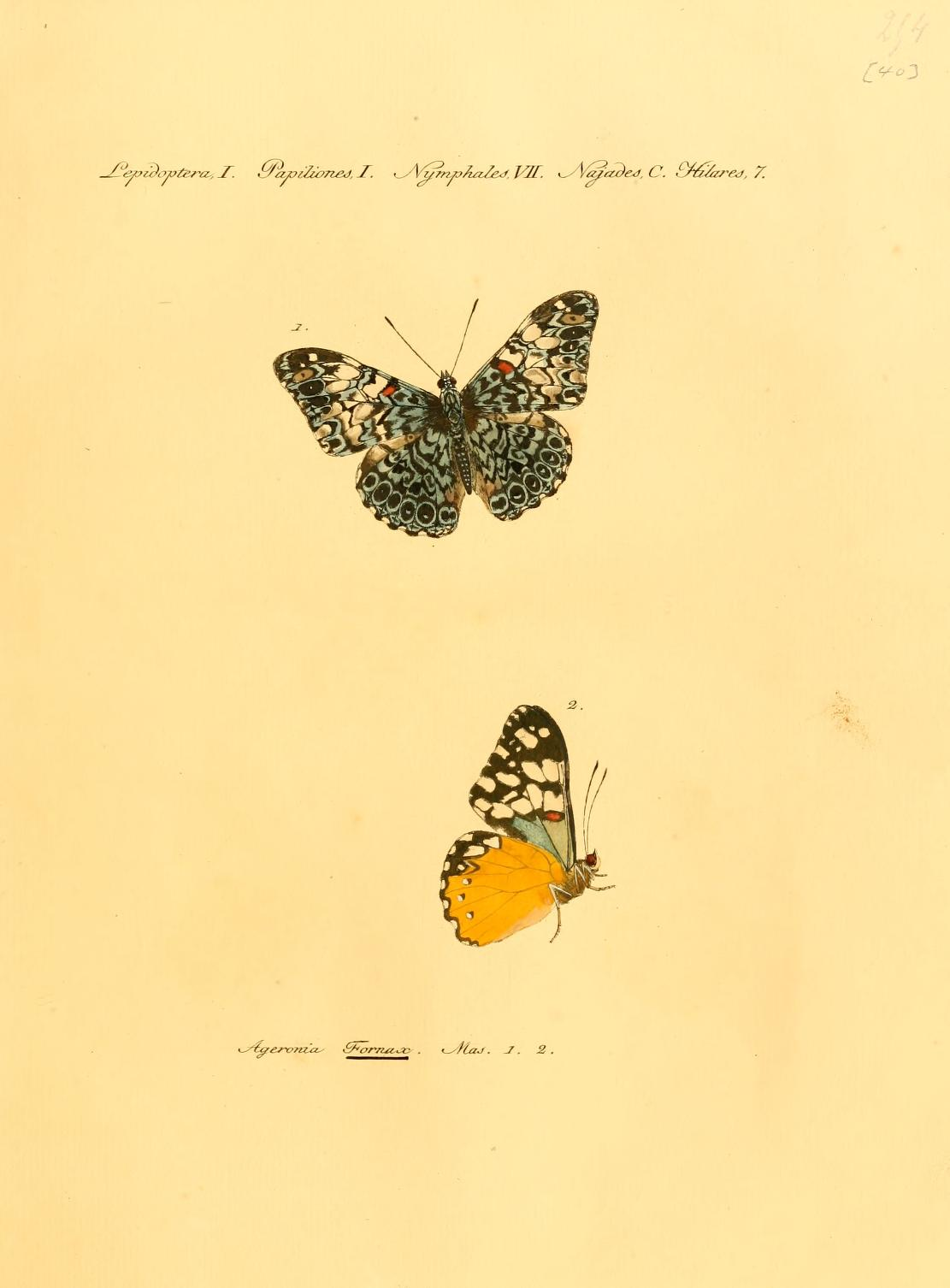